# Cooperativa de Pa i Queviures
La Cooperativa de Pa i Queviures és una obra noucentista de Manlleu (Osona) inclosa a l'Inventari del Patrimoni Arquitectònic de Catalunya.

## Descripció
És el local social de la cooperativa de pa i queviures, la qual aconseguí el suport de la majoria de la població obrera. Allotjava, a més de funcions comercials, gran quantitat de funcions socials.
La cooperativa ha estat desvirtuada en diverses reformes sobretot en la planta baixa. És representatiu dels edificis acabats en cornisa que donen a la plaça de Fra Bernardí.

## Història
Després de la Guerra Civil va ser clausurada i es convertí en la casa de la vila el 1990, any que fou inaugurada la casa de la vila actual.
La Mútua de Pa i Queviures, va néixer l'any 1914, sorgí de la unió de les cooperatives la Mútua de Pa, l'Aliança i el Porvenir.